# Teatro Sala Verdi
La Sala Verdi es un escenario artístico uruguayo que está ubicada en Soriano 914, en el barrio Centro de Montevideo.
El edificio fue inaugurado en 1894 y tiene carácter patrimonial.

## Historia

Instituto Verdi (Montevideo)

La construcción del edificio fue gracias al esfuerzo de los músicos uruguayos Francisco y Luis Sambucetti que el 5 de septiembre de 1890 fundaron el Instituto Verdi.
El diseño del edificio es del arquitecto británico John Adams, de estilo neoclásico; y recibió modificaciones en 1910, 1954, 2007 y 2009. En la fachada principal se encuentran los bustos de Giuseppe Verdi y Richard Wagner.
En 1946 pasó a ser propiedad de la Intendencia de Montevideo. Y es una de las sedes de la Comedia Nacional, elenco estable oficial del Uruguay, fundado en 1949. Además de este elenco, recibe también espectáculos de música y danza de otras compañías. 

## Sitio web oficial
https://salaverdi.montevideo.gub.uy/